# District historique de Stoddartsville
 (avril 2019).
Le district historique de Stoddartsville est un district historique des États-Unis situé dans le township de Buck, dans le comté de Luzerne, en Pennsylvanie. Le district comprend 36 bâtiments participants, 14 sites contributeurs et 1 structure contributrice dans le centre d'usinage et de transport du XIXe siècle de Stoddartsville. Il comprend des maisons et des résidences secondaires, des dépendances et des puits, ainsi que des vestiges de moulins et de courses de moulins (?), des ruines de grange et des ruines de « serrures à ours » (?) et de barrages à ailes (?). Les ressources contribuant notablement comprennent les vestiges du moulin à farine de Stoddart et des sites archéologiques connexes, les vestiges du moulin à scie de Stoddart (1815), la maison « Appleyard » (vers 1815), la « maison de Miller » (1890-1893), le Inn (vers 1875) et la maison Stoddart ou « The Maples » (vers 1810).
Il a été ajouté au Registre national des lieux historiques en 1998.